# Бертольдо ди Джованни
Бертольдо ди Джованни (итал. Bertoldo di Giovanni; после 1420, Флоренция — 28 декабря 1491, Поджо-а-Кайано, Тоскана) — итальянский скульптор, медальер, бронзолитейщик эпохи Возрождения флорентийской школы. Ученик Донателло. Известен как учитель Микеланджело Буонарроти.

## Биография
О жизни художника известно мало. Джорджо Вазари не оставил нам его биографии, но упоминал его несколько раз как связующее звено между творчеством Донателло и Микеланджело. Бертольдо был учеником и помощником Донателло. Работал в его мастерской много лет оканчивая незавершённые работы Донателло после его смерти в 1466 году, к примеру он завершал и отливал бронзовые рельефы двух «Кафедр Страстей» (Pulpiti della Passione), начатые Донателло, в интерьере базилики Сан-Лоренцо во Флоренции (ок. 1470).
Известно также, что Бертольдо ди Джованни был руководителем школы рисунка, которую устроил в 1480-х годах Лоренцо Медичи Великолепный во Флоренции, в «Садах Сан-Марко» при монастыре (теперь на этом месте находится площадь Сан-Марко). По свидетельству Джорджо Вазари, эти сады «так заставил этот великолепный гражданин древностями и хорошей скульптурой, что и лоджия, и аллеи, и все помещения были украшены отменными древними мраморными статуями и живописью и другими тому подобными вещами, созданными лучшими мастерами, когда-либо существовавшими в Италии и вне её. Все эти вещи служили не только великолепным украшением сада, но как бы и школой и академией для молодых живописцев и скульпторов и всех других, занимавшихся рисунком». Именно в этой школе впервые проявил свой талант тринадцатилетний Микеланджело Буонарроти. Школу в садах Сан-Марко называли первой художественной академией, её посещали будущие выдающиеся художники эпохи итальянского Возрождения, помимо Микеланджело: Леонардо да Винчи, Якопо Сансовино, Баччо да Монтелупо, Джованни Франческо Рустичи, Франческо Граначчи, Пьетро Торриджано.
Бертольдо был другом герцога Лоренцо и в его обязанности входило не только обучение, но и забота о пополнении и охране коллекции античной скульптуры, которую открывали в то время в стихийных раскопках, и тe, что Лоренцо привозил из Рима.
Бертольдо также разработал новый тип скульптуры — малую бронзовую пластику (часто в подражание античным образцам), предназначенную, как и кабинетная картина, для коллекционирования. Собственные работы Бертольдо, обычно небольших размеров, выполненные из бронзы, посвящены мифологическим сюжетам (например, Орфей, Барджелло, Флоренция) или батальным сценам. Так его бронзовый рельеф «Сцена битвы» (ок. 1480, Барджелло, Флоренция), вдохновил Микеланджело на создание одной из его первых работ — «Битва кентавров» (1491, Каза-Буонарроти, Флоренция).
Бертольдо был также одним из ведущих скульпторов портретных медалей. От Донателло он перенял приём низкого, почти линеарного рельефа «скьяччато» (итал. rilievo schiacciato — cдавленный, приплюснутый рельеф), характерный для некоторых ранних произведений Донателло. Этот приём он, судя по всему, и передал Микеланджело, который использовал его в нескольких произведениях, прежде всего, в рельефе «Мадонна у лестницы».
Около 1469 года Бертольдо создал медали для архиепископа Пизы Филиппо Медичи, императора Фридриха III Габсбурга и других. В 1478 году, после заговора Пацци, он создал двустороннюю медаль с изображениями Лоренцо и его брата Джулиано, убитых заговорщиками. В 1480 году он разработал медаль с изображением Мехмеда II Завоевателя, которая затем была ему подарена. В 1483 году в Падуе он принял участие в конкурсе на создание скульптур для базилики Сант-Антонио, но заказ затем был передан его другу Бартоломео Беллано.

## Галерея

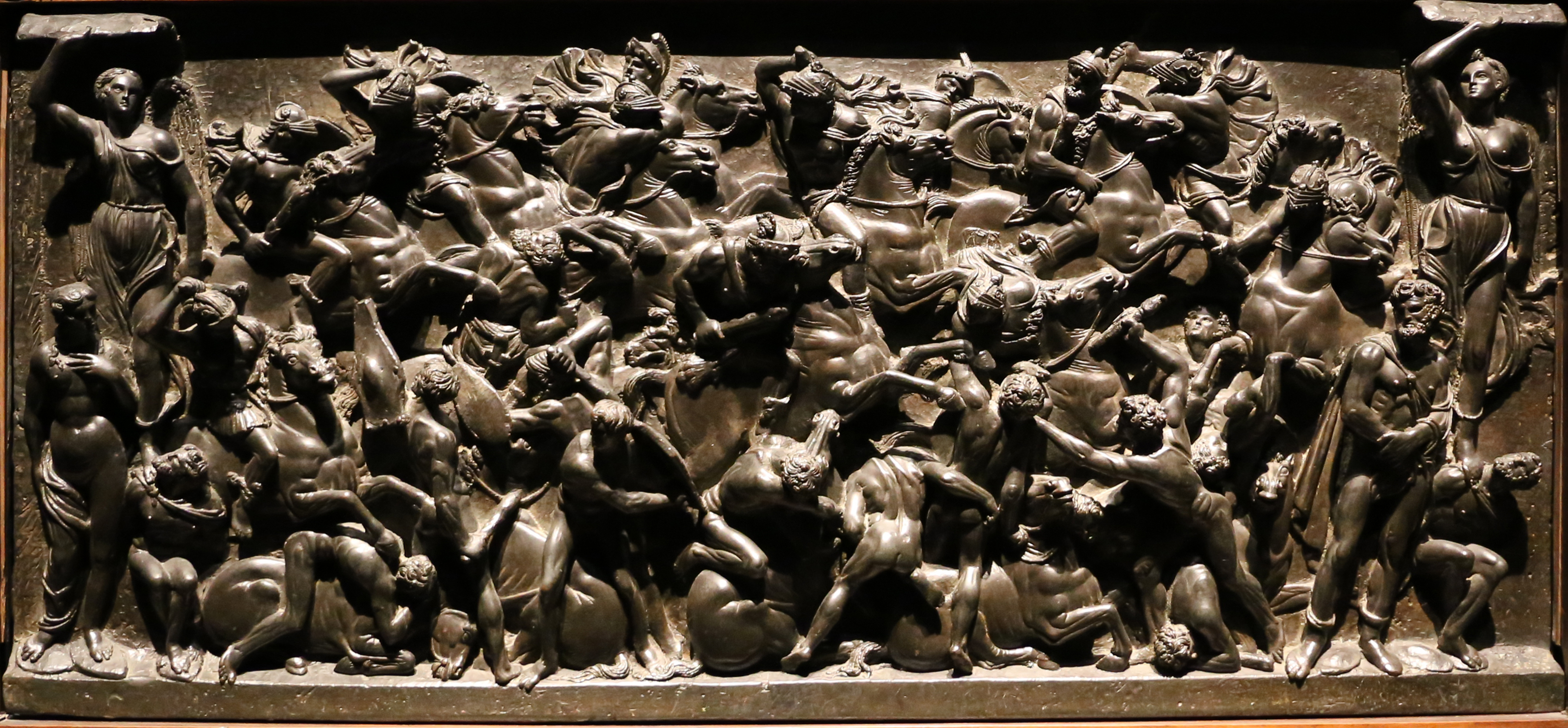
Сцена битвы. Ок. 1480. Барджелло, Флоренция
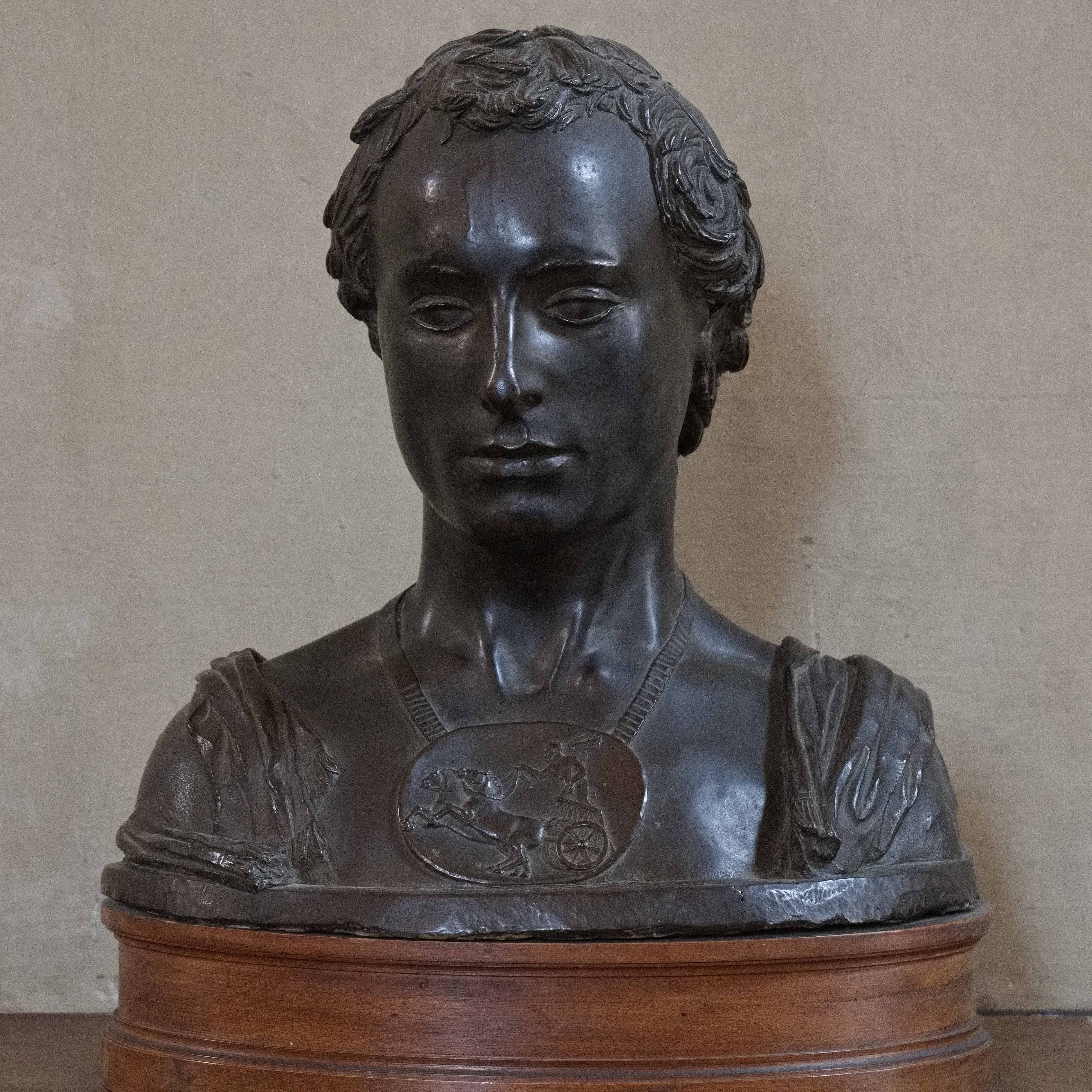
Молодой философ. Ок. 1470. Бронза. Барджелло, Флоренция
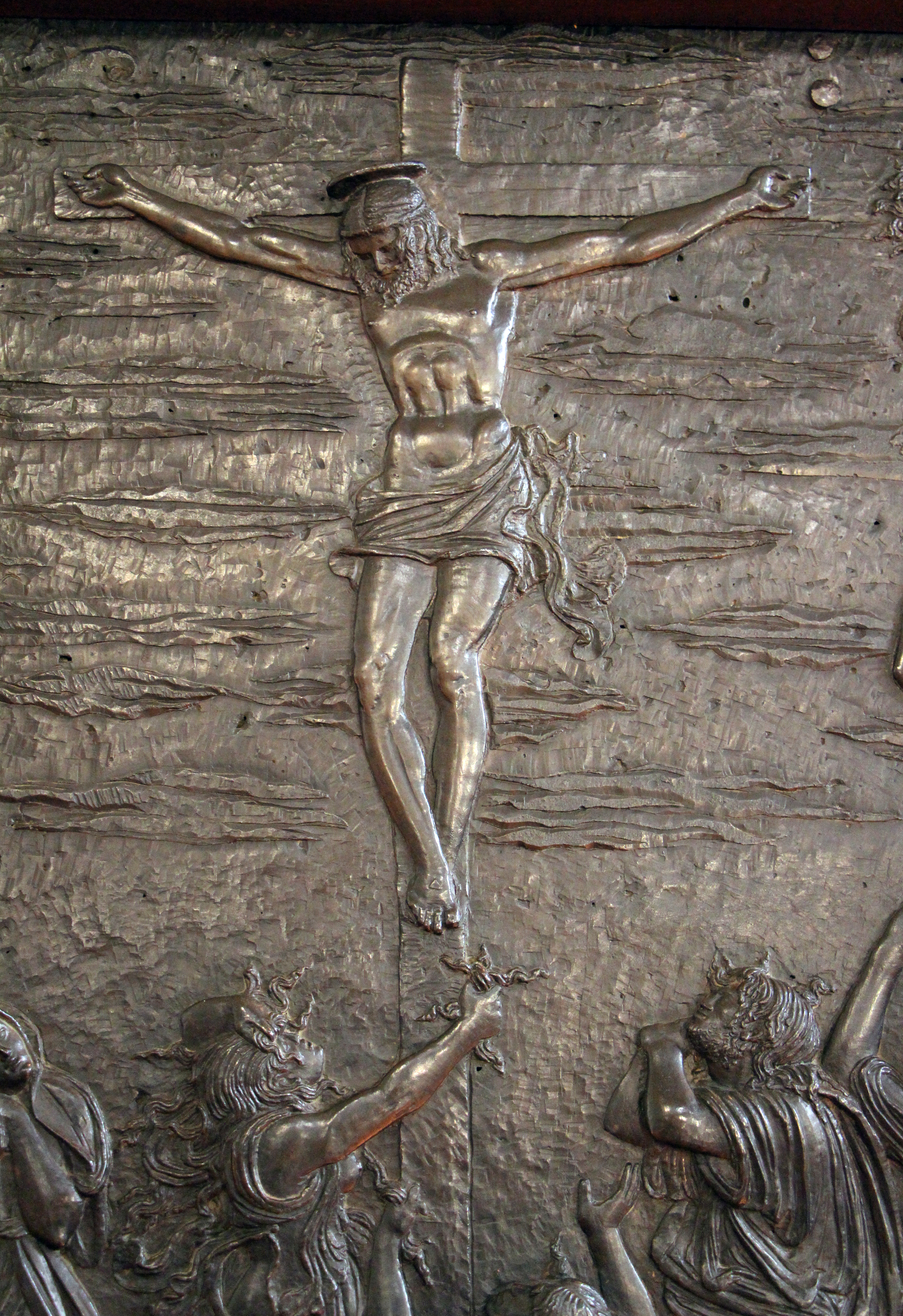
Распятие. Рельеф. Деталь. 1475. Бронза. Барджелло, Флоренция
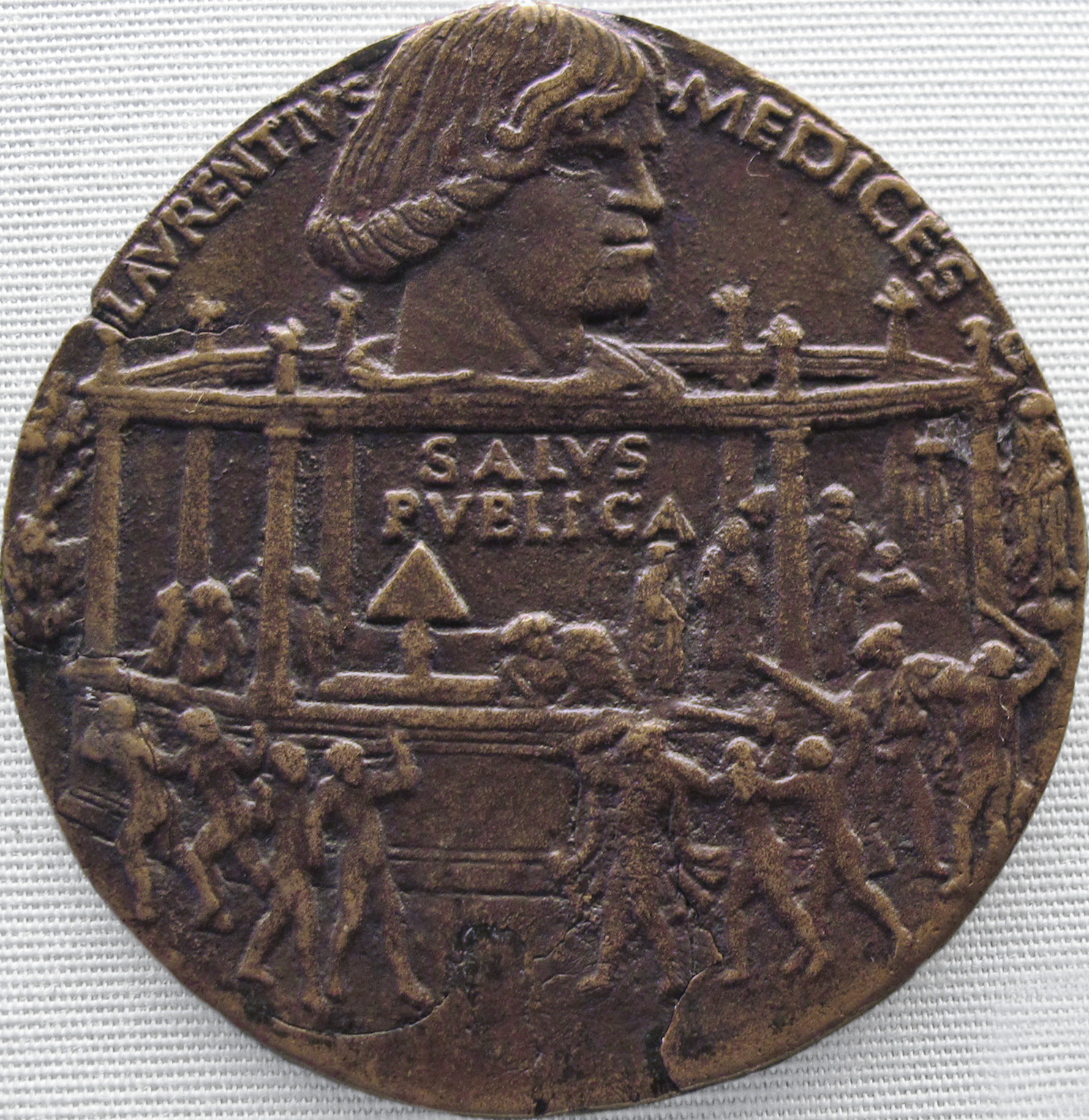
Медаль заговора Пацци (профиль Лоренцо Медичи). 1478. Бронза
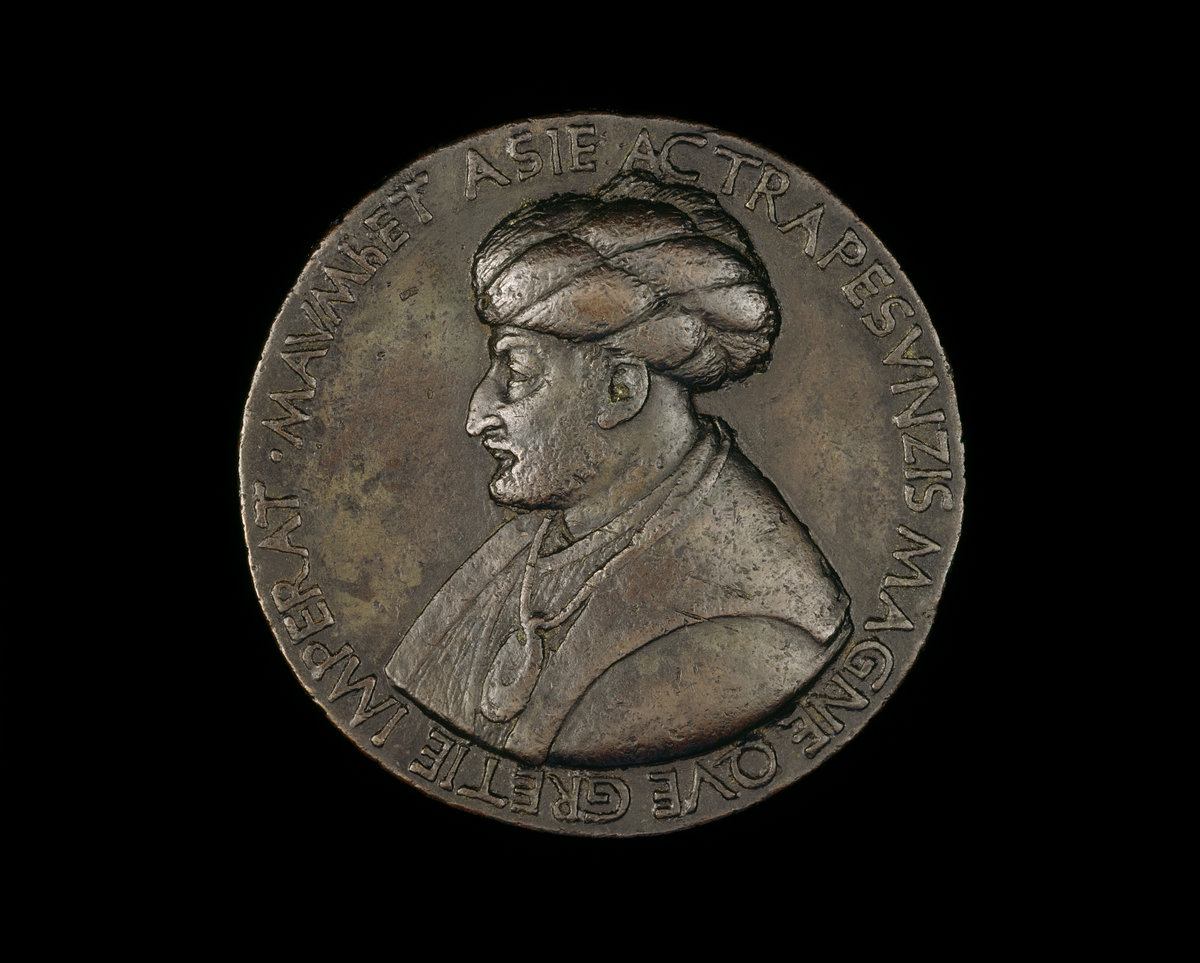
Султан Мехмед II. Медаль. 1480. Бронза. Национальная галерея искусства, Вашингтон
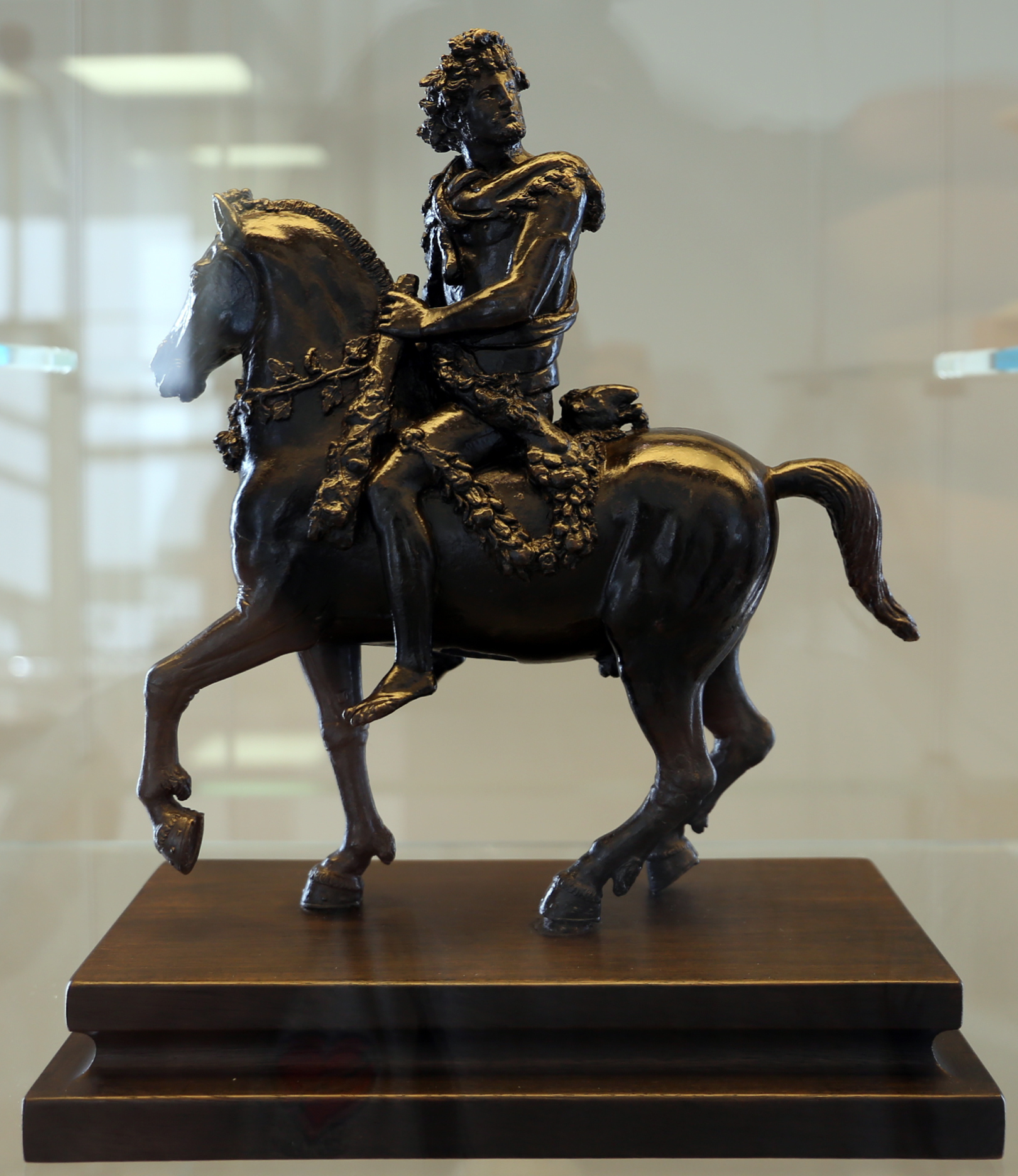
Геркулес на коне. Бронза. Дворцовый музей, Модена
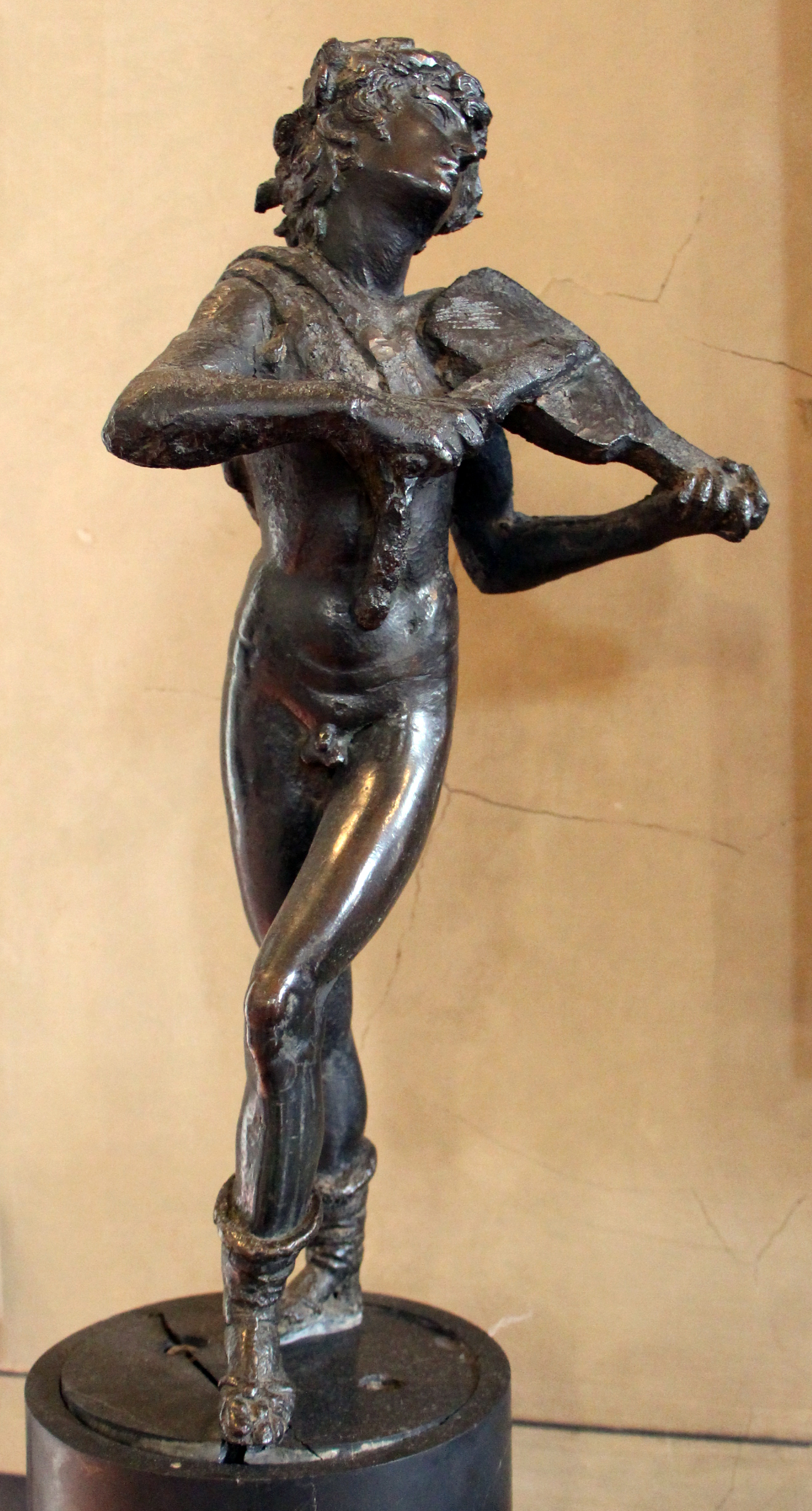
Орфей (или Аполлон). Между 1475 и 1480. Бронза. Барджелло, Флоренция